# Cour de la Maison-Brûlée
Cour de la Maison-Brûlée är en återvändsgata i Quartier Sainte-Marguerite i Paris elfte arrondissement. Gatan har fått sitt namn av att den anlades på platsen för ett nedbrunnet hus. Cour de la Maison-Brûlée börjar vid Rue du Faubourg-Saint-Antoine 89.

## Bilder
| - Skylt. - Cour de la Maison-Brulée. |

## Omgivningar
- Sainte-Marguerite
- Cour des Trois-Frères
- Cour de l'Étoile-d'Or
- Cour Saint-Joseph
- Passage de la Boule-Blanche
- Cour Viguès
- Cour Jacques-Viguès

## Kommunikationer
- Tunnelbana – linje  – Ledru-Rollin
- Busshållplats La Boule Blanche – Paris bussnät, linje 76 86

### Webbkällor
- ”Cour de la Maison-Brûlée”. Mairie de Paris. https://web.archive.org/web/20190905051132/http://www.v2asp.paris.fr/commun/v2asp/v2/nomenclature_voies/Voieactu/5861.nom.htm. Läst 17 oktober 2022.
- ”Cour de la Maison-Brûlée (11ème arrondissement)”. Les rues de Paris. https://web.archive.org/web/20200115041755/http://www.parisrues.com/rues11/paris-11-cour-de-la-maison-brulee.html. Läst 17 oktober 2022.